# Koldt og vådt - lunt og godt
Koldt og vådt - lunt og godt er en dansk dokumentarfilm fra 1966 instrueret af Vincent Hansen og efter manuskript af Ib Dam.

## Handling
Om at være rigtigt påklædt til vinterbyggeri: Filmen viser det specielle vinterarbejdstøj.